# El Telégrafo (periódico)
El Telégrafo fue un diario fundado en 1858 y publicado en Barcelona, próximo a una ideología republicana radical, cercana al partido republicano democrático federal. Fue el protagonista de la primera bajada de precios de la prensa de Barcelona y antecedente del popular diario republicano El Diluvio. Fundado por el escritor e historiador Fernando Patxot (1812-1859), fue una publicación que reflejó de forma clara una nueva etapa periodística que consolidó el periodismo republicano.

## Historia
El primer ejemplar del periódico salió a la calle el 1 de noviembre de 1858, durante la monarquía de Isabel II. La redacción, la administración y los talleres de la publicación se encontraban emplazados en Barcelona. Editaba dos ediciones, una de mañana y otra de noche. Este periódico vivió la era de expansión del mercado periodístico gracias a la construcción de la red ferroviaria que unía Barcelona con las principales ciudades españolas. En 1859 el escritor e historiador Víctor Balaguer escribía crónicas desde Italia sobre la guerra con Austria para este periódico. Otros autores de prestigio que colaboraron fueron Robert Robert, José Coroleu e Inglada, Conrad Roure, Claudio Ametlla, Màrius Aguilar, Ángel Samblancat, Antoni Feliu i Codina, Valentín Almirall, Ramón Sempau y Valentín Camp, entre otros. 
Tras la muerte de Patxot en 1859 (un año después del nacimiento de la publicación) la dirección del periódico fue sustituida por Marià Flotats. Tras el cambio de dirección, la publicación tuvo una alta influencia social, pues desencadenó violentas campañas ciudadanas contra las autoridades municipales, e incluso, fue muy notable la huelga de consumidores de gas que impulsó entre los años 1878-79.
Manuel de Lasarte y Rodríguez Cardoso (cuyo seudónimo era Pere Pau Pi), que era propietario y director desde la muerte de su creador, Fernando Patxot, otorgó diversos nombres al periódico, pero todos ellos fueron provisionales (aunque algunos incluso llegaran a tener una larga duración): El Principado (1866), La Imprenta (1871-1878), La Crónica de Cataluña (1875), El Teléfono (1878-79). Incluso pretendió denominarse La Cortina, como venganza contra el fiscal de imprenta cuyo apellido era precisamente Cortina, pero el gobernador civil le respondió que cualquier otro nombre sería mejor, incluso el de El Diluvio Universal.
El 10 de febrero de 1879, el diario El Telégrafo se consolidó con el nombre de El Diluvio, de clara tendencia republicana y anticlerical. Una publicación que alcanzó una gran audiencia como periódico popular.